# American Cyanamid
American Cyanamid ou CYTEC Industries est une importante société chimique américaine. Elle a été fondée par Frank Washburn en 1907 pour fabriquer industriellement du cyanamide calcique. Dans les années 1990, à cause de ses pratiques environnementales controversées, elle a vendu différentes divisions à des concurrents. Réduite, elle a changé son nom pour CYTEC Industries au début du XXIe siècle.

## Activités
Lederle Laboratories, fabricant des complexes vitaminés Centrum et Stresstabs, était sa branche pharmaceutique.
Davis & Geck était sa division médicale.
Dans le marché grand public, sa division Shulton fabriquait la lotion après-rasage Old Spice, le shampoing Breck Shampoo et le nettoyant de sol Pine Sol.
Melmac était sa marque de commerce d'ustensiles de cuisine en plastique.